# هوستوون (ناحیه کلادنو)
هوستوون (به چکی: Hostouň) یک منطقهٔ مسکونی در جمهوری چک است که در شهرستان کلادنو واقع شده‌است.